# Maťovské Vojkovce
Maťovské Vojkovce es un municipio del distrito de Michalovce en la región de Košice, Eslovaquia, con una población estimada a final del año 2024 de 702 habitantes.
Se encuentra ubicado al noreste de la región, en la cuenca hidrográfica del río Bodrog (afluente derecho del Tisza) y cerca de la frontera con la región de Prešov, Ucrania y Hungría.

## Demografía
| Año        | 1994 | 2004    | 2014    | 2024     |
| ---------- | ---- | ------- | ------- | -------- |
| Población  | 547  | 590     | 603     | 702      |
| Diferencia |      | +7,86 % | +2,20 % | +16,41 % |

| Año        | 2023 | 2024    |
| ---------- | ---- | ------- |
| Población  | 704  | 702     |
| Diferencia |      | −0,28 % |